# Robert Howard (pływak)
Robert Howard (ur. 7 stycznia 1956 w Belfaście, zm. 17 sierpnia 2013) – irlandzki pływak, uczestnik Letnich Igrzysk Olimpijskich 1976 w Montrealu.
Na igrzyskach wystartował na dystansie 100 metrów stylem grzbietowym i motylkowym.